# Универсум фон Неймана
Универсум фон Неймана  (иерархия множеств по фон Нейману) — класс, образованный наследственными фундированными множествами; такая совокупность, формализуемая теорией множеств Цермело — Френкеля (ZFC), часто используется в качестве интерпретации или обоснования ZFC-аксиом. Стандартное обозначение — {\displaystyle V}.
Ранг фундированного множества индуктивно определяется как наименьшее порядковое число, превосходящее ранг любого элемента в этом множестве. В частности, ранг пустого множества равен нулю, а ранг любого порядкового числа равен ему самому. Множества, входящие в класс {\displaystyle V}, в силу деления на ранги, образуют трансфинитную иерархию, которая также называется кумулятивной иерархией множеств.

## История
В 1982 году Грегори Мур заявил, что кумулятивная иерархия типов, также известная как универсум фон Неймана, была приписана фон Нейману по ошибке, поскольку впервые упоминается в публикации Эрнста Цермело 1930 года.
Существование и единственность трансфинитно рекурсивного определения множеств были доказаны фон Нейманом в 1928 году для случая теории множеств Цермело — Френкеля, а также его собственной теории множеств (которая впоследствии стала основой NBG-теории). Однако ни в одной из этих статей он не использовал свой трансфинитно рекурсивный метод для построения универсальной совокупности всех множеств. Описания фоннеймановского универсума, сделанные Бернайсом и Мендельсоном приписывают фон Нейману метод построения на основе трансфинитной индукции, но не его применение к задаче построения универсума обычных множеств.
Символ {\displaystyle V} — это не отсылка к имени фон Неймана, ещё в 1889 году Пеано использовал его для обозначения универсума множеств, подразумевая слово «Verum», которое он применял не только в качестве логического символа, но и для обозначения класса всех элементов. В 1910 году Уайтхед и Рассел переняли нотацию Пеано для обозначения класса всех множеств. В статьях фон Неймана о порядковых числах и трансфинитной индукции (1920-е гг.) обозначение V (в смысле класса всех множеств) не используется. Пол Коэн явным образом приписывает используемый им символ V (класс всех множеств) статье, написанной Гёделем в 1940 году, хотя Гедель, скорее всего, позаимствовал это обозначение из более ранних публикаций, таких, как работы Уайтхеда и Рассела.
Формула {\displaystyle \bigcup _{\alpha }V_{\alpha }} часто рассматривается в качестве теоремы, а не определения. По утверждению Ройтман (без ссылок на какие-либо источники), эквивалентность аксиомы регулярности и равенства кумулятивной иерархии универсуму ZF-множеств была впервые продемонстрирована фон Нейманом.

## Определение
Кумулятивная иерархия представляет собой семейство множеств {\displaystyle V_{\alpha }}, где индекс {\displaystyle \alpha } пробегает класс всех порядковых чисел. Более конкретно, множество {\displaystyle V_{\alpha }} состоит из всех множеств, имеющих ранг меньше {\displaystyle \alpha }. Таким образом, каждому порядковому числу {\displaystyle \alpha } соответствует единственное множество {\displaystyle V_{\alpha }}. Формально множество {\displaystyle V_{\alpha }} можно определить с помощью трансфинитной рекурсии:
- В качестве {\displaystyle V_{0}} выберем пустое множество:
{\displaystyle V_{0}:=\{\}.}
- Пусть {\displaystyle \beta } — произвольное порядковое число, тогда {\displaystyle V_{\beta +1}} определяется как булеан множества {\displaystyle V_{\beta }}:
{\displaystyle V_{\beta +1}:={\mathcal {P}}(V_{\beta }).}
- Пусть {\displaystyle \lambda } — предельное порядковое число, тогда {\displaystyle V_{\lambda }} определяется как объединение всех {\displaystyle V}-множеств, построенных на предыдущих шагах:
{\displaystyle V_{\lambda }:=\bigcup _{\beta <\lambda }V_{\beta }.}

Ключевая особенность данного определения состоит в том, что на языке теории ZFC утверждение о том, что «множество {\displaystyle x} принадлежит {\displaystyle V_{\alpha }}», выражается единственной формулой вида {\displaystyle \varphi (\alpha ,x)}.
Классом {\displaystyle V} называется объединение всех множеств вида {\displaystyle V_{\alpha }}:
{\displaystyle V:=\bigcup _{\alpha }V_{\alpha }}.
Эквивалентное определение использует обозначения вида
{\displaystyle V_{\alpha }:=\bigcup _{\beta <\alpha }{\mathcal {P}}(V_{\beta })},
где {\displaystyle \alpha } — произвольное порядковое число, а {\displaystyle {\mathcal {P}}(X)} булеан множества {\displaystyle X}.
Рангом множества {\displaystyle S} называется наименьшее {\displaystyle \alpha }, при котором {\displaystyle S\subseteq V_{\alpha }\,.}
На следующем рисунке показано схематичное отображение первых пяти уровней иерархии фон Неймана (от {\displaystyle V_{0}} до {\displaystyle V_{4}}). (Пустой блок соответствует пустому множеству. Блок, внутри которого находится только пустой блок, соответствует множеству, единственным элементом которого является пустое множество, и так далее.)
Множество {\displaystyle V_{5}} состоит из 65536 элементов. Размер множества {\displaystyle V_{6}} составляет {\displaystyle 2^{65536}} и существенно превосходит число атомов в наблюдаемой вселенной. Таким образом, конечные уровни кумулятивной иерархии, имеющие индекс выше 5, нельзя выписать явным образом. Множество {\displaystyle V_{\omega }} имеет ту же мощность, что и {\displaystyle \omega }. Мощность {\displaystyle V_{\omega +1}} совпадает с мощностью множества вещественных чисел.

## Связь с теорией множеств
Если {\displaystyle \omega } — множество натуральных чисел, то множество {\displaystyle V_{\omega }} состоит из наследственно конечных множеств и представляет собой модель теории множеств без аксиомы бесконечности.
{\displaystyle V_{\omega +\omega }} есть универсум «обычной математики» и модель теории множеств Цермело. Если {\displaystyle \kappa } — недостижимое кардинальное число, то {\displaystyle V_{\kappa }} — модель самой теории ZFC, в то время как {\displaystyle V_{\kappa +1}} — это модель теории множеств Морса — Келли.
{\displaystyle V} не является «множеством всех множеств» по двум причинам. Во-первых, V не является множеством; несмотря на то, что каждая из совокупностей {\displaystyle V_{\alpha }} представляет собой множество, их объединение {\displaystyle V} — собственный класс. Во-вторых, только фундированные множества входят в класс {\displaystyle V} в качестве элементов. В соответствии с аксиомой фундирования (или регулярности) каждое множество является фундированным и, следовательно, входит в класс {\displaystyle V}. Таким образом, в теории ZFC каждое множество является элементом класса {\displaystyle V}. Однако в других аксиоматических системах аксиома фундирования может быть заменена своим сильным отрицанием (например, аксиомой антифундирования Акзеля), либо просто отсутствовать. Подобные теории нефундированных множеств обычно не применяются на практике, но вполне могут быть объектом исследования.
Третье возражение против интерпретации {\displaystyle V} как «множества всех множеств» заключается в том, что не каждое множество является «чистым», то есть может быть выражено через пустое множество, булеан и объединение. В 1908 году Цермело предложил добавить в теорию множеств урэлементы, и в 1930 году построил на их основе трансфинитную рекурсивную иерархию. Подобные урэлементы широко используются в теории моделей — в частности, моделях Френкеля — Мостовского.

## Взгляд с позиции философии
Существуют два основных подхода (без учёта различных вариантов и промежуточных градаций) к пониманию взаимосвязи между универсумом фон Неймана {\displaystyle V} и теорией ZFC. В общих чертах: формалисты склонны воспринимать {\displaystyle V} как некое следствие ZFC-аксиом (например, в теории ZFC можно доказать, что каждое множество является элементом {\displaystyle V}), в то время как реалисты чаще всего видят в универсуме фон Неймана объект, непосредственно доступный интуиции, а в аксиомах ZFC — утверждения, истинность которых в контексте {\displaystyle V} можно подтвердить с помощью прямых доводов, выраженных на естественном языке. Одна из возможных промежуточных точек зрения состоит в том, что мысленный образ фоннеймановской иерархии служит обоснованием ZFC-аксиом (тем самым придавая им объективность), хотя и не обязательно соответствует каким-либо реально существующим объектам.